# Жлукто

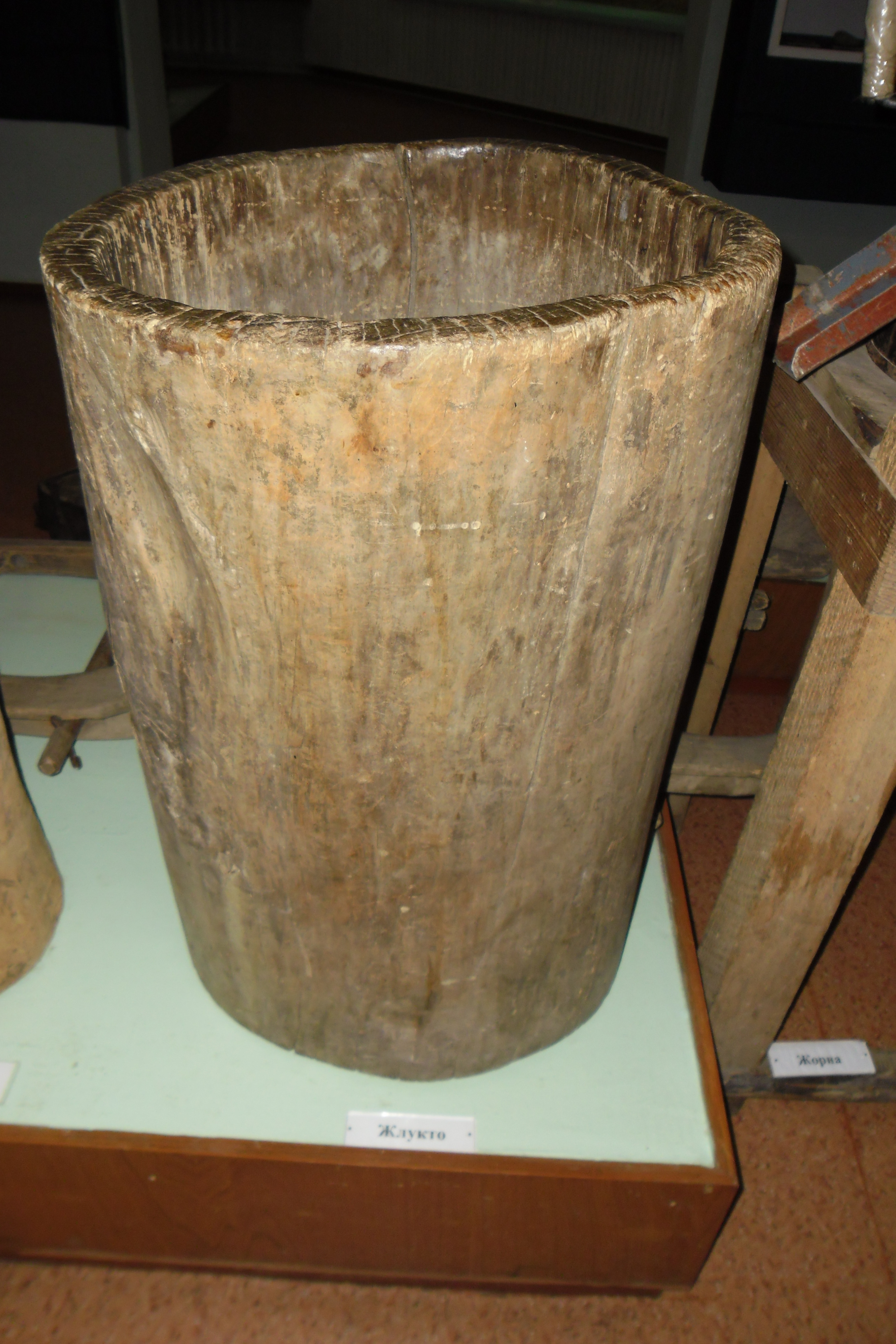
Жлукто. Диканський державний історико-краєзнавчий музей імені Д. М. Гармаша

Жлу́кто, також зільни́ця, зваря́льня, злу́кто, жлук — видовбана зі стовбура дерева чи із пня старовинна висока посудина, в якій золили (відбілювали) білизну, полотно. Бочка для зоління.
Слово жлукто вважається запозиченим (очевидно, через посередництво білоруської) з балтійських мов: пор. лит. žlugtas («замочена білизна», «бочка для замочування білизни»).
Процес прання був тривалим, ретельним: спочатку білизну заливали гарячою водою, клали гарячий камінь для підтримки температури, додавали подрібнений попіл. Білизна відмокала. Потім жінки йшли на помости на озера, полоскали білизну і вивішували її на сонці. Так білизна ставала білою, як крейда.

## Галерея

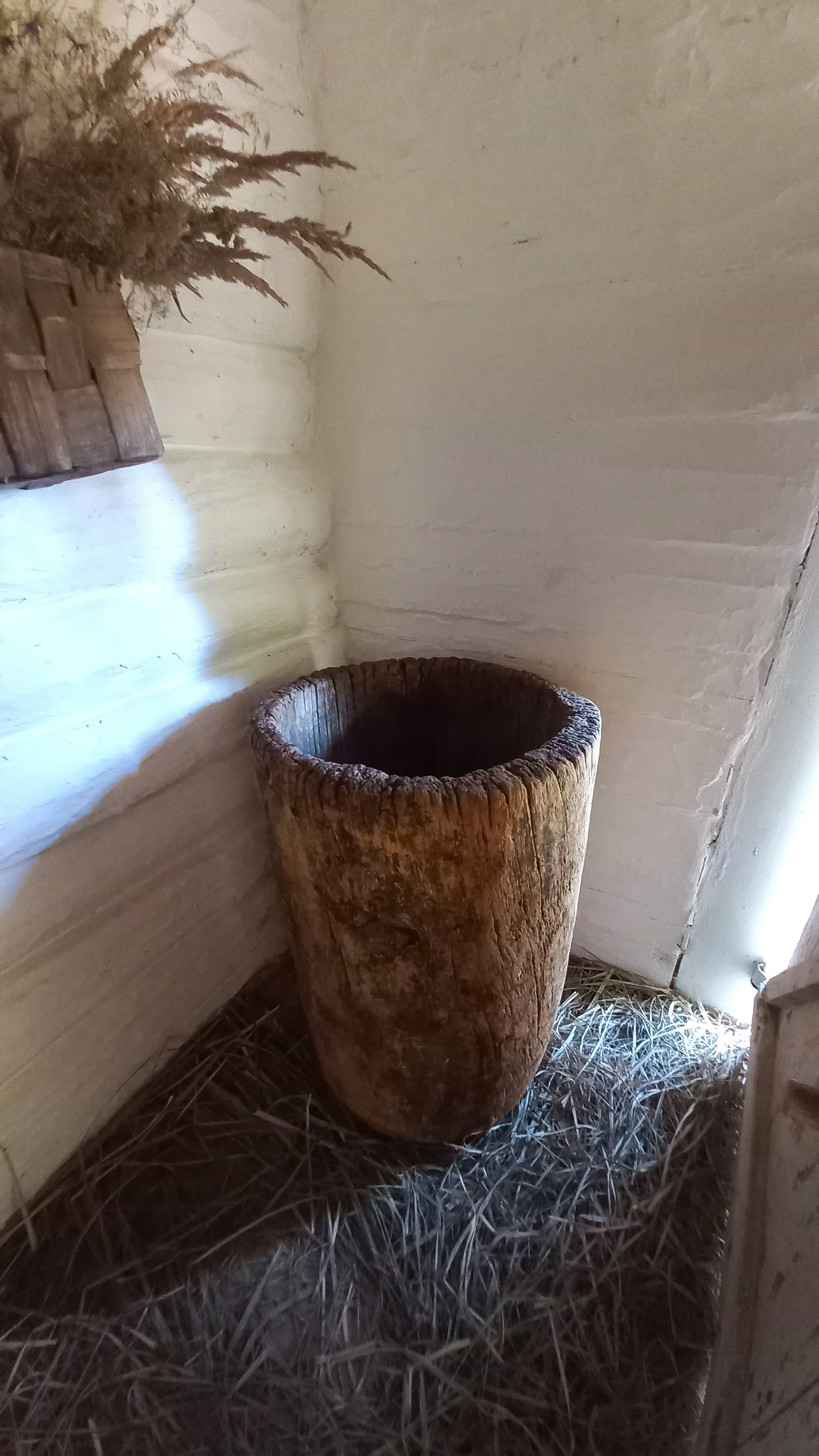
Зольниця (Жлукто)